# Scutovertex sculptus
Scutovertex sculptus är en kvalsterart som beskrevs av Michael 1879. Scutovertex sculptus ingår i släktet Scutovertex och familjen Scutoverticidae. Inga underarter finns listade i Catalogue of Life.